# فرودگاه صحرایی مایکل ج. اسمیت
فرودگاه صحرایی مایکل ج. اسمیت (به انگلیسی: Michael J. Smith Field) یک فرودگاه همگانی بهره‌برداری هوایی است که یک باند فرود آسفالت دارد و طول باند آن ۱۲۷۷ متر است. این فرودگاه در کشور ایالات متحده آمریکا قرار دارد و در ارتفاع ۳ متری از سطح دریا واقع شده‌است.